# Tiều phu

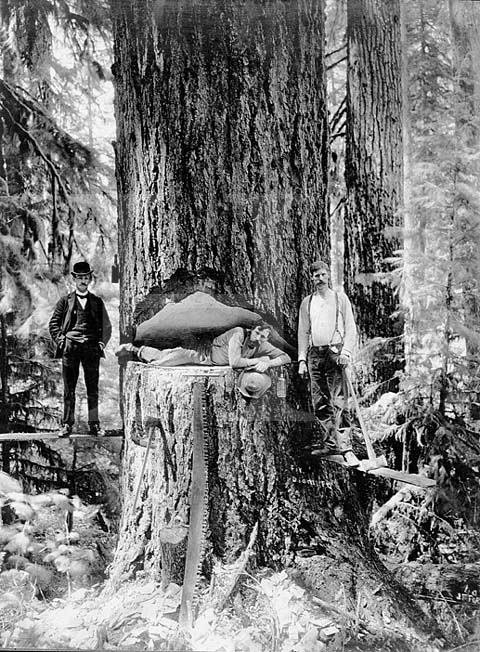
Tiều phu

Tiều phu là người đi kiếm củi và đốn củi trên rừng, đồi cỏ rồi đem về bán lấy tiền hay trao đổi lương thực, vật phẩm. Nếu khai thác gỗ trái phép thì gọi là lâm tặc.

## Nghề xưa
Tiều phu vào rừng chọn cây nhỏ, cây khô, dễ chặt, dễ cháy, ít khói để làm củi. Cây thì khi cháy lửa phải lâu và nóng có than lâu thì càng tốt nhờ vậy giá mới cao. Cây cháy sinh ra khói không có độc hay ít độc. Khi chặt xong lấy dây rừng sẵn có xiết lại thành từng bó vừa ôm hoặc vác hay mang sau vai mà mang, còn thể chia thành hai bó mà gánh về. Cây củi phân ra giá đắt giá rẻ tùy theo những đặt tính nhỏ, ngắn, khô để người mua không tốncông bữa, chặt và phơi. Tính năng của cháy và khói thì tùy vào người dùng cần đun loại cây gì, cây to hay cây nhỏ cây cháy lâu hay cháy mau. Cây phải khô vừa đỡ công phơi vừa dễ bán cho người mua về làm củi. Dây để bó thì lựa dây của cây dây leo sẵn có trong rừng chặt đi rồi bó lại. Cách bó của dây không phải là thắt lại mà dùng dây hơi to mà mềm lòn dây ngoặc chéo lại và xiết lại mà không bung trở ra ở hai đầu bó. Bó của bó củi phải vừa mang theo sức của mình mà chia nhỏ sao cho đi đường xa đường gần vừa đủ sức làm nhiều không gây hư vai hay cột sống. Thường họ đem ra chợ bán hay đến ngay những nhà đặt mua hay tới mời chào khi nhà nào hết củi.
Nghề này đi nhiều, vạch lá tìm đường trên đồi, trong rừng núi. Khi chưa có xe đạp thì có xe bò hay không có xe bò thì phải khiêng hay mang từng bó nhỏ mà về đồng bằng, nơi đông người hay thành thị vì nông thôn thường dùng những cây lá xung quanh mà đun nấu. Có khi không bán mà đổi thẳng lấy mắm muối, tôm cá, gạo thịt... Nghề này chỉ đủ ăn qua ngày may đau có được chút đỉnh dư vì giá củi tùy thuộc vào tình hình kinh tế của mỗi vùng miền xa hay gần. Tuy vậy cái "du thú" nơi núi rừng nghe chim kêu vượn hú lại khi mệt thì nghĩ, khát thì hớp miếng nước dưới tàng lá rừng rậm, ung dung tự tại trong chốn thiên nhiên kỳ thú cũng là cái nghề thanh cao.
"Tiều phu" cũng gọi là một nghề khó khăn và có nhiều kiến thức về cây cối và núi rừng. Tiều phu có người này chỉ người kia mà làm hay họ tự làm lấy lâu dần tích lũy kinh nghiệm mà thành nghề. Đi nhiều trong rừng nên họ biết nhiều về cây cối, núi đồi, muông thú, suối nước có vì vậy có khi quân đội ngày xưa dùng họ làm hướng đạo.

## Trích lược trong thi văn
Trích trong bài "Qua đèo Ngang" của Bà Huyện Thanh Quan:
- Bước tới Đèo Ngang, bóng xế tà,
Cỏ cây chen đá, lá chen hoa.
Lom khom dưới núi, tiều vài chú,
Lác đác bên sông, chợ mấy nhà.

Trích "Sơn trung tức sự" của Nguyễn Du:
- Hốt phùng hãi thú thụ gian xuất
Tri hữu tiều phu lâm hạ lai

Trích "Chung Nam sơn" của Vương Duy:
- Dục đầu nhân xứ túc
Cách thủy vấn tiều phu

Ngư "tiều" y thuật vấn đáp của Nguyễn Đình Chiểu.